# Wilsberg: Treuetest
Treuetest ist die 38. Folge der Fernsehfilmreihe Wilsberg. Die Erstausstrahlung erfolgte am 6. März 2013 bei ZDF neo, drei Tage später wurde die Folge beim ZDF ausgestrahlt. Regie führte Dominic Müller, das Drehbuch wurde von Arne Nolting und Jan Martin Scharf geschrieben.

## Handlung
Ekki ist in festen Händen, und seine Freundin Silke plant, mit ihm in eine gemeinsame Wohnung zusammenzuziehen. Da wird er von der Sport- und Geschichtsstudentin Charlotte in der Kneipe Freibeuter in einen handfesten Flirt verwickelt. Ekki ahnt nicht, dass es sich um eine von seiner von krankhafter Eifersucht beherrschten Freundin engagierten Treuetesterin handelt. Er ist für einen Seitensprung bereit, doch unterbricht kurzzeitig den Flirt, um die Toilette aufzusuchen. Als er zurückkehrt, ist Charlotte verschwunden. Ekki war der letzte Partner, auf den sie angesetzt war.
Am folgenden Tag erkennt Ekki Charlotte in den Fernsehnachrichten wieder. Sie soll sich aus einem Fenster in den Tod gestürzt haben. Da Ekki bezweifelt, dass die lebensfrohe Frau Selbstmord begangen hat, bittet er seinen langjährigen Freund Georg Wilsberg, den Fall zu untersuchen. Dieser wird von Yasmin, die in der Feldhockey-Damenauswahl der Münsteraner Universität spielt, mit einem Hockeyschläger niedergestreckt, nachdem er sich Zutritt zu ihrer Wohnung verschafft hat. Nachdem er sein Bewusstsein wieder erlangt hat, erfährt er im Gespräch mit Yasmin, dass sie gemeinsam mit ihrer Kollegin Charlotte nach eigener Aussage als Privatinvestigatorin für „professionelle Beziehungsprüfung mit Experimental-Diagnose“ tätig war. Als Treuetesterinnen ließen sich die beiden von misstrauischen Ehefrauen engagieren und hatten sich durch ihre Tätigkeit in der Münsteraner Männerwelt viele Feinde gemacht. Um weitere Informationen einzuholen, schließt sich Wilsberg der Selbsthilfegruppe „Bitteres Ende e. V.“ für frustrierte Scheidungsopfer an. Diese Ex-Ehemänner haben sowohl ihre Frauen als auch ihr Vermögen durch die Scheidung verloren, denn die Treuetesterin Yasmin spielte mit ihnen ein gefährliches doppeltes Spiel. Sie ließ sich nicht nur von ihren Auftraggeberinnen entlohnen, sondern erpresste zudem die untreuen Männer mit belastendem Fotomaterial.
Die noch frische Beziehung von Wilsbergs Nichte Alex Holtkamp mit dem Scheidungsanwalt Jan Faber muss sich derweil bewähren. Alex will ihm nicht so recht vertrauen und hat Recht damit. Er hatte geschäftliche Beziehungen zu den Treuetesterinnen und ließ sich von ihnen die betrogenen Ehefrauen vermitteln, um von ihrer Scheidung zu profitieren. Als Yasmin im Gerichtsgebäude auftaucht und noch ausstehende Zahlungen von Jan einfordert, kommt zufällig Alex dazu, wird Zeuge der Unterhaltung und beendet daraufhin die Beziehung.
Ekki schlussfolgert, dass Silke noch nicht von Charlotte erfahren hat, dass er durch den Treuetest gefallen ist. Daher bittet er Wilsberg, ihm zu helfen, das Ergebnis zu vertuschen. Doch Wilsberg gibt Ekki als zentrale Frage zu bedenken: „Überleg Dir, was schlimmer ist, fremdzugehen oder den eigenen Partner auf Treue zu testen.“ Letztlich trennt sich auch Ekki von seiner Freundin Silke, die ihn aus Eifersucht und Angst vor Untreue mittels installierter Kameras in seiner Wohnung überwachte.
Unterdessen soll ein Schutzgelderpresser unter der Leitung von Kommissar Greinert überführt werden. Kommissarin Springer lässt ihren Assistenten Overbeck verdeckt ermitteln, was er zunächst in seiner lässigen Art brillant meistert, dann aber doch total vergeigt. Von dem Fall entbunden, widmen sich Springer und Overbeck dem zuerst als Selbstmord eingestuften Tod von Charlotte. Während Kommissarin Springer Stück für Stück der Lösung näherzukommen scheint, ist Wilsberg ihr wie immer einen Schritt voraus. Nachdem er sogar den Laptop der Toten kurzfristig aus dem Präsidium „entliehen“ hat, kommt er dem Mörder entscheidend nah. Es muss etwas mit den Fotos zu tun haben, die offensichtlich in der Tatnacht von der Festplatte des Laptops gelöscht wurden. Seine Hoffnung, dass Charlottes Partnerin Yasmin alle Fotos vorher ausgedruckt hatte, erfüllt sich. Während er die Bilder bei ihr sichtet, klingelt es an der Tür und ein Polizeibeamter bittet um Einlass. Es ist Kommissar Greinert, den Wilsberg just in diesem Moment auf den Fotos im Hintergrund entdeckt, als er sich mit dem Schutzgelderpresser trifft, gegen den er eigentlich ermitteln soll. Ehe Wilsberg reagieren kann, hat Greinert schon seine Waffe gezogen und droht, beide zu erschießen. Als Retter erscheinen nun Ekki und Alex, die auf der Suche nach Wilsberg waren, und schlagen Greinert mit Yasmins Hockeyschläger zu Boden. Nun stürmen auch die Polizeibeamten Springer und Overbeck die Wohnung. Greinert wird von Overbeck wegen des Mordes an Charlotte Sander, Bildung einer kriminellen Vereinigung und Amtsmissbrauch zur Vertuschung schwerer Straftaten verhaftet.
Nachdem sich Alex von Jan und Ekki von Silke getrennt haben, versuchen Silke und Jan ihr Glück und treffen sich zu einem Blind Date in einem Café am Prinzipalmarkt.

## Dreharbeiten
Der Film wurde in Münster und Köln gedreht. Die Dreharbeiten begannen am 17. April 2012 zusammen mit denen zur Folge Die Entführung. Beendet wurden die Dreharbeiten am 22. Juni 2012.
Im April 2012 wurden drei Tage in Höhenberg an der Ecke zwischen Weimarer Straße und Geraer Straße gedreht. Für die Dreharbeiten gastierte das Filmteam 14 Tage in Münster und der näheren Umgebung. Am 14. Mai 2012 wurden am Yachthafen in Fuestrup, in der Nähe von Greven, mit einem 30-köpfigen Filmteam innerhalb von zwölf Stunden vier Szenen gedreht, die im Film etwa fünf Minuten Spielzeit haben. Ebenso wurde an der historischen Kanalüberführung über den Dortmund-Ems-Kanal an der Stadtgrenze zwischen Münster und Greven gefilmt. Am folgenden Tag, dem ersten Drehtag in Münster, wurde am Hafen, am Hafenweg 18–20, in der Radstation am Bahnhof, wo Wilsberg erstmals auf Lars Ralstedt trifft, sowie im Foyer des Stadthauses und in dem Gasthaus Stuhlmacher am Prinzipalmarkt mit einem gut 60-köpfigen Filmteam gedreht. Am Hafenweg wurden Szenen, die in der Anwaltskanzlei von Alex Holtkamp spielen, wie in den Folgen zuvor bei Diapharm in einem Bürogebäude mit Blick auf den Stadthafen gedreht. Weitere Aufnahmen in Münster entstanden am 17. Mai 2012. Im Foyer des Stadthauses wurden das Streitgespräch zwischen Jan, Alex und Yasmin aufgezeichnet. Auf der Terrasse von Stuhlmacher lernt Wilsberg Alex Freund Jan kennen. Ebenso wurde im und am Antiquariat Solder in der Frauenstraße gedreht, in dem in der Fernsehserie das Antiquariat Wilsberg zu finden ist. Am Bispinghof entstanden wie in den meisten Folgen zuvor die Szenen, die vor dem Polizeipräsidium spielen.

## Hintergrund
Am 23. Mai 2012 wurde das Filmteam von Ursula Nelles, der Rektorin der Westfälischen Wilhelms-Universität, in den botanischen Garten in Münster eingeladen, in dessen unmittelbare Nähe an der Rückseite des Schlosses fünf Tage zuvor noch Szenen für die zuvor ausgestrahlte Folge Die Entführung aufgezeichnet worden waren.
Treuetest ist die erste Folge der Fernsehserie, die digital in Full HD gedreht wurde. Dabei kam die Kamera Arri Alexa UMC-3A zum Einsatz.
Die Folge feierte ihre Premiere am 21. Februar 2013 im Bielefelder Cinestar vor etwa 1.000 Zuschauern. Bei der Vorstellung waren Leonard Lansink, Ina Paule Klink, Roland Jankowsky, Nadja Becker sowie Regisseur Dominic Müller und Wilsberg-Autor Jürgen Kehrer anwesend. Unter den Kinobesuchern wurden zwei Statistenrollen für die nächsten Dreharbeiten in Münster verlost. Im Jahr zuvor hatte mit der Folge Die Bielefeld-Verschwörung erstmals eine Folge der Fernsehserie außerhalb Münsters ihre Kinopremiere gefeiert, die ebenfalls zu ihrer Premierenfeier im Cinestar in Bielefeld gezeigt wurde. Treuetest wurde erstmals am 6. März 2013 von ZDF neo ausgestrahlt. Drei Tage später erfolgte eine Ausstrahlung durch das ZDF.
Nadja Becker war bereits 2008 in der Folge Filmriss sowie 2012 in der Episode Aus Mangel an Beweisen zu sehen, wobei sie bereits ein Jahr zuvor die Rolle der Silke Sestendrup spielte. Peter Fieseler spielte bereits in der vorherigen Folge Die Entführung einen Streifenpolizisten, ebenso wie Andreas Merker, der in Treuetest in der zweiten Episode in Folge als Polizist Lütke zu sehen ist.
Die Szene in der Billardkneipe Freibeuter, in der Ekki auf Charlotte trifft, ist mit dem Musiktitel Missing von Everything but the Girl aus dem Jahr 1994 unterlegt. Am Filmende und im Abspann ist der Musiktitel Turn On, Tune In, Cop Out von Freak Power aus dem Jahr 1993 zu hören. Außerdem wird immer wieder ein kurzer Querflöten-Lick eingespielt, der aus dem Pilotfilm Mord nach Rezept der US-Fernsehreihe Columbo von 1968 stammt, komponiert von Dave Grusin.
In der Folge sind mehrere Anspielungen auf andere Filmproduktionen enthalten. So zwingt Overbeck als verdeckter Ermittler, der von Franco Schutzgeld erpresst, den Wirt der Pizzeria dazu, seine Schutzgeldforderung mit den Worten „Das ist ein Angebot, das ich nicht ablehnen kann“ zu akzeptieren – ein Filmzitat aus der Filmreihe Der Pate. Entsprechend erklingt bei einem eingehenden Anruf auf Overbecks Mobiltelefon die aus Der Pate bekannte Titelmelodie als Klingelton. Dem in dubiose Geschäfte verwickelten Unternehmer Nachtweyh gelingt es, Overbeck zu enttarnen, und er verhöhnt ihn daraufhin mit den Worten „Das müssen wir noch ein bisschen üben, Miss Undercover“, was eine Anspielung auf die im Jahr 2000 veröffentlichte US-amerikanische Filmkomödie mit Sandra Bullock in der Titelrolle darstellt.
Der Running Gag „Bielefeld“ verweist in dieser Folge auf die Aussage Nachtweyhs, der Overbeck als Gabelstaplerfahrer anheuern will und ihn mit einem Wink in Richtung mehrerer großer Holzkisten instruiert, „das muss morgen alles noch nach Bielefeld“ (ab 26:29).

## Rezeption

### Einschaltquoten
1,57 Millionen Zuschauer sahen die Folge Treuetest bei ihrer Vorab-Premiere bei ZDF neo, was einem Marktanteil von 5 Prozent entsprach und dem Sender einen neuen Rekord bescherte. Unter den 14- bis 49-jährigen Zuschauern erreichte die Folge einen Marktanteil von 3,1 Prozent. Die 5,76 Millionen Zuschauer, die die Folge bei ihrer Ausstrahlung am 9. März 2013 im ZDF sahen, bereiteten dem Sender einen Marktanteil von 18,9 Prozent. Bei den 14- bis 49-jährigen Zuschauern wurden 0,86 Millionen Zuschauer erreicht, was einem Marktanteil von 8,2 Prozent entsprach.

### Kritik
Tilmann P. Gangloff urteilt, der Film biete „hohe Kunst der kriminalkomödiantischen Dramaturgie“. Die Folge sei „ein ausgezeichnetes Beispiel für die perfekte Balance zwischen Krimi und Komödie“. Der Film beinhalte eine „originelle Story, clevere dramaturgische Ideen, bei denen nichts dem Zufall überlassen bleibt, ein spielfreudiges Ensemble, alles handwerklich schnittig umgesetzt“ und sei „mitunter sogar richtig spannend“. Die „Sorgfalt“ der Drehbuchgestaltung, deren „handwerkliche Umsetzung“ sowie „Inszenierung, Bildgestaltung, Schnitt und Musik“ bewege sich erneut „auf hohem Fernsehfilmniveau“. „Die originellen Geschichten“, jedoch „auch das Wechselspiel aus einerseits angekündigten, aber hinausgezögerten und andererseits überraschenden Gags beherrschen Drehbuch und Regie geradezu vorbildlich.“ Die Darsteller seien „gut wie gewohnt“, ebenso wie „die Dialoge auch diesmal wieder großartig“ seien. Gangloff vergab vier von möglichen sechs Sternen.
In dem „TV-Krimi aus Münster“ wisse nach Urteil der Redaktion von TV Spielfilm insbesondere „der notorische Kommissariatsstreber Overbeck […] mit seinem Scheitern als verdeckter Ermittler für ein paar gute Extragags“ zu sorgen. Ihr Fazit lautet: „Alles bestens, wir bleiben Wilsberg treu!“
Die Redaktion des Lexikons des internationalen Films ist der Meinung, der Film sei ein „anspruchslos-entspannter, mit Humor gewürzter (Fernsehserien-)Krimi um den Münsteraner Privatdetektiv und Antiquitätenhändler Wilsberg“.
Nach Urteil der Redaktion der Hörzu sei der Film „etwas altherrenwitzig“.
Johannes Loy aus der Redaktion der Westfälischen Nachrichten ist der Meinung, Treuetest sei eine „zunächst etwas melancholische, mit zunehmender Dauer aber auch komödiantischer werdende Wilsberg-Episode“. Die Folge überzeuge mit einer „unterhaltsamen Geschichte“. Loy lobt Roland Jankowsy, der in der Rolle des Overbeck „als verdeckter, aber natürlich dennoch auffälliger Ermittler zu Hochform“ aufläuft und mit der von ihm im großen Finale der Folge durchgeführten Verhaftung für ein „inneres Sahnetörtchen“ beim Zuschauer sorgt. Leonard Lansink gelingt es seiner Rolle „eine noch traurigere Färbung als sonst“ zu vergeben, wirke jedoch in der „Männer-Selbsthilfegruppe wiederum urkomisch“. Positiv merkt Loy die vielen Szenen an, die im Gegensatz zur letzten Tatort-Folge Das Wunder von Wolbeck, die Stadt Münster zeigen, darunter „ganz viele Münsterpanoramen vom Luftbild über den Hafen bis hin zum »Prinzi«“, dem Prinzipalmarkt.